# Sciaromiella longifolia
Sciaromiella longifolia là một loài Rêu trong họ Amblystegiaceae. Loài này được (Abramova & I.I. Abramov) Ochyra miêu tả khoa học đầu tiên năm 1986.